# Malawiská kwacha
Malawiská kwacha (anglicky Malawi Kwacha [ˈkwætʃə]) je měnová jednotka Malawi. Dělí se na 100 tambal (jedna tambala). 

## Původ názvu
Jméno kwacha bylo poprvé použito v Zambii, kde byla v roce 1968 zavedena zambijská kwacha. Název pochází z čičevštiny a znamená „svítání“, zatímco tambala je „kohout“. Tambala byla tak pojmenována, protože sto kohoutů oznamuje svítání. 

## Dějiny
Kwacha nahradila malawiskou libru v roce 1971 v poměru dvě kwachy za jednu libru. Změna byla spojena s decimalizací britské libry, která v té době v Malawi také obíhala. Mimo to se v zemi používal i jihoafrický rand a rhodéský dolar.

## Oběživo
Oběživo vydává Malawiská rezervní banka (Reserve Bank of Malawi).

### Mince
První mince uvedené do oběhu v roce 1971 byly v nominálu jedna, dvě, pět, deset a dvacet tambal. V roce 1986 byly do oběhu uvedeny mince 50 tambal a jedna kwacha. V lednu 2007 byly do oběhu uvedeny pěti a desetikwachové mince, na kterých je uveden rok ražby 2006. Dne 23. května 2012 byly uvedeny do oběhu nové mice 5 a 10 kwach.
Jedno a dvoutambalové mince jsou raženy z oceli plátované mědí. Pětitambalová mince je z poniklované oceli. Padesátitambalová je vyrobena z oceli plátované mosazí stejně tak jako jednokwachová mince z let 1996 až 2004, přičemž nejnovější ražby jsou z nerezové oceli.

### Bankovky
V roce 1971 byly vydány bankovky v hodnotách 50 tambal a 1, 2 a 10 kwach a nesly na rok vydání 1964. 5kwachová bankovka byla přidána v roce 1973, kdy byla ukončena platnost dvoukwachové bankovky.
V roce 1983 bylo vešla do oběhu 20kwachová bankovka. 50tambalová bankovka byla vydána naposledy v roce 1986 a poslední jednokwachová byla vytištěna v roce 1992. V roce 1993 bylo vydána bankovka 50 kwacha, následována 100 kwacha v roce 1993, 200 kwacha v roce 1995, 500 kwacha v roce 2001 a 2000 kwacha v listopadu 2016.  
| Vyobrazení | Vyobrazení | Hodnota     | Rozměry     | Dominantní barva | Popis stran                                                                                                | Rok emise | poznámka |
| Avers      | Revers     | Hodnota     | Rozměry     | Dominantní barva | Popis stran                                                                                                | Rok emise | poznámka |
| ---------- | ---------- | ----------- | ----------- | ---------------- | --- | --------- | -------- |
|            |            | 20 kwach    | 128 × 64 mm | fialová          | Budova Malawiské rezervní banky v Lilongwe a Lazalo Mkhuzo Jere Budova Učitelského ústavu v Domasi         | 2012      | odkaz    |
|            |            | 50 kwach    | 128 × 64 mm | modrozelená      | Budova Malawiské rezervní banky v Lilongwe a Philip Zitonga Maseko Sloni v Národním parku Kasungu          | 2012      | odkaz    |
|            |            | 100 kwach   | 128 × 64 mm | červená          | Budova Malawiské rezervní banky v Lilongwe a James Frederick Sangala Budova Lékařské univerzity v Blantyre | 2012      | odkaz    |
|            |            | 200 kwach   | 132 × 66 mm | modrá            | Budova Malawiské rezervní banky v Lilongwe a Rose Lomathinda Chibambo Nová budova parlamentu v Lilongwe    | 2012      | odkaz    |
|            |            | 500 kwach   | 132 × 66 mm | hnědooranžová    | Budova Malawiské rezervní banky v Lilongwe a reverend John Chilembwe Přehraha Mulunguzi v Zombě            | 2012      | odkaz    |
|            |            | 1 000 kwach | 132 × 66 mm | zelená           | Budova Malawiské rezervní banky v Lilongwe a dr. Hastings Kamuzu Banda Sila na kukuřici ve Mzuzu           | 2012      | odkaz    |
|            |            | 2 000 kwach | 132 × 66 mm | žlutá            | Reverend John Chilembwe nad ob rysem Malawi Budova Malawiské vědecko-technické univerzity                  | 2016      | odkaz    |

## Hodnota
Směnný kurz kwachy býval pravidelně upravován, ale roku 1994 byl kurz uvolněn. V roce 2005 zavedl prezident Bingu wa Mutharika opatření, kterým navázal kwachu na koš cizích měn. V květnu 2012 Malawiská rezervní banka kwachu devalvovala o 34 % a uvolnila ji od amerického dolaru.